# 1 Lacertae
1 Lacertae (zkráceně 1 Lac) je samostatná hvězda v souhvězdí Ještěrky. Na obloze je viditelná pouhým okem s hvězdnou velikostí 4,15. Data z družic Hipparcos a Gaia naznačují, že se nachází ve vzdálenosti přibližně 680 světelných let. K Zemi se pohybuje radiální rychlostí kolem -8,6 km/s.
Jedná se o hvězdu přechodného typu mezi obrem a jasným obrem (K3 II–III), starou asi 170 milionů let. Má přibližně čtyřnásobek hmotnosti Slunce a její poloměr je zhruba 69krát větší než sluneční. Svítí asi 1453násobkem sluneční zářivosti a její povrchová teplota kolem 4 288 K jí propůjčuje typickou oranžovou barvu.
V minulosti byla považována za podezřelou proměnnou hvězdu, nicméně později bylo toto zařazení zrušeno.